# 利伯塔德港
利伯塔德港是哥倫比亞的城鎮，位於該國西北部，由科爾多瓦省負責管轄，距離首府蒙特里亞170公里，面積2,062平方公里，海拔高度66米，2005年人口33,966。

## 外部連結
- （西班牙文） Gobernacion de Cordoba - Puerto Libertador[永久]